# رونا جافي
رونا جافي (بالإنجليزية: Rona Jaffe)‏ (12 يونيو 1931، بروكلين في الولايات المتحدة - 30 ديسمبر 2005، لندن الكبرى في المملكة المتحدة)؛ كاتِبة ومؤلِّفة وروائية أمريكية.

## روابط خارجية
- رونا جافي على موقع IMDb (الإنجليزية)
- رونا جافي على موقع إن إن دي بي (الإنجليزية)
- رونا جافي على موقع قاعدة بيانات الفيلم (الإنجليزية)